# Пашинський Сергій Володимирович
Сергі́й Володи́мирович Паши́нський (14 жовтня 1966 , Зірне, Ровенська область ) — український політик і державний діяч. Народний депутат України чотирьох скликань, голова Комітету ВРУ з питань національної безпеки і оборони.
З 5 березня по 10 червня 2014 року — т.в.о. Глави Адміністрації Президента України.

## Життєпис
Народився 14 жовтня 1966 року в селі Зірному Березнівського району Рівненської області у вчительській родині. Батько Володимир Олексійович (пом. 20.12.2019) — викладач англійської мови, мати — німецької мови.

### Освіта
1978 року переїжджає на батьківщину батька до міста Коростеня на Житомирщині, де закінчує СШ № 3.
1983 — після закінчення школи йде працювати токарем на підприємство «Хіммаш» в Коростені.
1984 — вступив до історичного факультету Київського педагогічного інституту.
1985 — призваний до армії СРСР. Службу проходив у військовій частині 23296 в Херсоні. Після проходження військової служби продовжує навчання в інституті.
1991 — закінчив Київський педагогічний інститут (історик-суспільствознавець).

## Трудова діяльність
Із 1991 по 1998 роки — займається підприємницькою діяльністю у сфері торгівлі, виробництва та переробки сільськогосподарської продукції.
1998—1999 роки — президент ЗАТ «Торговий дім банку „Україна“».
1999—2000 роки — заступник Голови правління «Ощадбанку».
2000 — радник віце-прем'єр-міністра України з питань ПЕК Юлії Тимошенко.
Домігся того, щоб «Ощадбанк» став уповноваженим банком енергоринку та ключовим елементом реформ в енергетичній сфері. Зокрема, через прийняття нового закону про електроенергію на енергоринку було введено розподільчі рахунки, ліквідовано схеми бартерних розрахунків та корупційні вексельні схеми. Як результат, частка грошових розрахунків на ринку збільшилася із 7 % до більш ніж 90 %. За визнанням експертів, зазначена реформа дала старт подальшому відродженню української промисловості та багаторічному періоду рекордного зростання ВВП.

## Перехід в опозицію до Кучми
Після відставки Уряду Ющенка-Тимошенко Пашинський переходить у опозицію до Кучми та стає об'єктом політичних переслідувань і тиску з боку МВС. 26 листопада 2002 року Пашинського було затримано за сфальшованими обвинуваченнями та ув'язнено. Звільнено в березні 2003 року. У 2004 році всі звинувачення було знято.

## Політика
Під час другого туру виборів президента 2004 року та Помаранчевої революції, очолив штаб виборчого округу № 66 на Житомирщині.
Лютий 2005 — серпень 2005 року — радник прем'єр-міністра Тимошенко, стає генеральним директором ДП «Укррезерв» та із серпня 2005 по січень 2006 року активно працює над подоланням кризової ситуації на продуктових ринках.

## Партія «Батьківщина»
2005 — став кандидатом в народні депутати за виборчим списком партії «Батьківщина». З 2006 року — керівник Житомирської обласної організації партії.
2006 року вперше обирається народним депутатом України від БЮТ VI скликання. З 2011 року — заступник керівника партії та центрального штабу партії.
2011 — після арешту Тимошенко брав участь у судових засіданнях та у організації політичних заходів на її підтримку. Брав участь в роботі Комітету опору диктатурі, створеному 5 серпня 2011 року для узгодження опозиційної діяльності та недопущення політичних репресій в Україні.
На парламентські вибори в Україні 2012 — у складі партії «Батьківщина» і втретє поспіль пройшов до парламенту України VII скликання. З грудня 2012-го обраний заступником голови фракції «Батьківщина».
2012—2013 — з Турчиновим, Парубієм, Віталієм Кличком, Яценюком, Тягнибоком та іншими опозиційними політиками, стає опонентом режиму Януковича. Бере участь у масових акціях опозиційних сил та резонансних політичних подіях, зокрема: проти безпрецедентного побиття депутатів-опозиціонерів депутатами-регіоналами, проти нападів «тітушок» на журналістів, проти т. зв. мовного закону Ківалова-Колєсніченка, проти узурпації влади Януковичем шляхом внесення змін до Конституції України.

## Участь у Революції гідності
З листопада 2013 по лютий 2014 року — заступник керівника Штабу національного спротиву, що координував протестні акції на Майдані та по всій країні. За словами екс-керівника СБУ Наливайченка, прізвище Пашинського було серед «орієнтувань» на першочергове знищення у разі прийняття рішення про повну зачистку майдану від протестантів.
Згідно з відео-документами, був одним з небагатьох народних депутатів, хто не покинув Майдан в ніч із 18-на 19 лютого, а також зранку 20 лютого 2014 року, коли очікувалася повна зачистка наметового містечка та вже загинуло кілька десятків людей.

## Т.в.о. Глави адміністрації Президента України
З 5 березня по 10 червня 2014 року — після прийняття Постанови ВРУ про покладання виконання обов'язків Президента України на Голову ВРУ Олександра Турчинова, Сергій Пашинський став «тимчасово виконуючим обов'язки» Глави Адміністрації Президента України.
За власним зізнанням, головним завданням на новій державній посаді стало формування органів влади в умовах післяреволюційного колапсу державних інституцій: армія, правоохоронні органи, держуправління, економіка, регіональна політика.
Був одним із перших українських політиків, хто публічно заявив про військову агресію РФ в Криму та на Сході України. За неофіційною інформацією, був автором перших наказів військовим на застосування зброї проти сепаратистів у Слов'янську і Краматорську та одним із ініціаторів початку АТО.
Особисто організував та контролював перші поставки військової допомоги Україні, створення перших добробатів, запуск реформ в системі управління армією, реанімацію ВПК та налагодження міжнародної військово-технічної співпраці.
Попри супротив колишніх регіоналів, сприяв внесенню змін до бюджету-2014, які дозволили розпочати АТО та вирівняти розмір грошових виплат військовим із різних родів військ.

## «Народний фронт»
10 квітня 2014 року з Турчиновим, Яценюком, Аваковим, Парубієм став співзасновником партії «Народний Фронт». На з'їзді партії разом із командирами добровольчих батальйонів, Пашинського обрано до Військової ради партії — органу, який мав би розробляти пропозиції з обороноздатності України.
На виборах до ВРУ 2014 року обраний нардепом VIII скл. (№ 12 у списку) від «Народного фронту», був заступником голови фракції та головою Комітету ВРУ з питань національної безпеки і оборони.
За даними дослідження фахівців Громадської мережі «Опора», входить до 18 найефективніших депутатів ВР VIII скликання. За останнє скликання був автором чи співавтором понад 200 законопроєктів та постанов, з яких близько 80 ухвалені. Значна частка законопроєктів стосується реформування ЗСУ, питань національної безпеки, соціального захисту військовослужбовців та їх родин.
Рух «Чесно» 14 жовтня 2014 року зафіксував на кнопкодавство у виконанні Пашинського. Сам нардеп цю інформацію спростував і надав відповідні докази.

## Сприяння оборонному комплексу України
Як член комітету ВРУ з питань національної безпеки і оборони опікувався питаннями бюджетного фінансування роботи оборонних заводів з ремонту та модернізації бронетехніки, танків та артилерії. Зокрема, лобіював розробки Держпідприємства "Київське конструкторське бюро «Луч» — «Стугна», «Корсар», «Вільха», «Нептун», а також розробку Краматорського заводу важкого верстатобудування САУ «Богдана», які відіграють суттєву роль у відсічі широкомасштабного вторгнення Росії в Україну.
В 2015 році разом з колегою по комітету Нацбезпеки Тетяною Чорновол для фінансування роботи заводів оборонного комплексу ініціював законопроєкт про спецконфіскацію в державний бюджет «активів Януковича» у вигляді облігацій на суму 1,5 млрд доларів, арештованих в банках України після втечі експрезидента.
Напередодні російського вторгнення Пашинський за сприяння КБ «Луч» розпочав підготовку 50 розрахунків ПТРК «Стугна» та «Корсар» з числа добровольців. За погодженням з керівником КБ «Луч» організував своєчасне вивезення з заводу в Малині (перед авіаударом по ньому) великої кількості ракет до такої зброї, як «Стугна», «Корсар», «Вільха», «Скіф», «Нептун» та передав їх ЗСУ. Також витребував з Шепетівки і передав армії пускову установку «Вільхи». За що ДБР відкрило кримінальне провадження проти Пашинського, а співробітники держпідприємства зазнали катувань — від них намагалися отримати інформацію про місцезнаходження зазначених ракет.

## Обвинувачення та санкції з боку РФ
2014 року Слідчий Комітет РФ порушив щодо Пашинського кілька кримінальних справ. Азаров, Клюєв, Портнов, Захарченко, Пшонка та Янукович неодноразово публічно звинувачували Пашинського у особистій причетності до керівництва загонами озброєних «бойовиків» під час Євромайдану, розстрілів активістів, організації збройного захоплення влади, втрати Криму, державній зраді, розпалюванні русофобії, до вчинення злочинів проти жителів Донецької та Луганської обл.
1 листопада 2018 року, Постановою Уряду РФ відносно Пашинського та ще 321 українських фізосіб і 68 юрособи введено спеціальні економічні заходи (санкції).

## Нагороди
- Відомча заохочувальна відзнака Міністерства внутрішніх справ України «Вогнепальна зброя» (28 березня 2014) — пістолет «Glock 19», калібр 9 мм[34]
- Відомча заохочувальна відзнака Міністерства внутрішніх справ України «Вогнепальна зброя» (14 жовтня 2014) — штурмова гвинтівка «Форт 224», калібр 5,45×39 мм[34]

## Резонансні події
7 липня 2016 року у Верховній Раді України сталася бійка між депутатом Пашинським і депутатом від фракції «Батьківщина» Сергієм Власенком.

## Розслідування

### Справа про київських снайперів
18 лютого 2014 року на Майдані протестувальники зупинили автівку «Хонда», в багажнику якої виявили мисливський карабін Norinco CQ-A, який був зовні подібний на снайперську гвинтівку. Невдовзі з'явився Пашинський, який допоміг водію залишити місце події, сівши до нього в машину. Довгий час громадськість вимагала пояснень від Пашинського щодо цієї справи. В лютому 2016 року начальник управління спецрозслідувань ГПУ Сергій Горбатюк в інтерв'ю «Українській правді» розповів, що нардепа і водія допитали. Власник гвинтівки пояснив, що возив її в багажнику протягом десяти днів «про всяк випадок». Фактів використання цієї зброї проти мітингувальників та проти правоохоронців не виявлено.
У лютому 2015 року стало відомо, що 24-річний син Пашинського Антон, магістр міжнародної економіки за освітою, став топ-менеджером «Спецтехноекспорту», який займається імпортом та експортом української зброї. 11 березня 2022 року його було призначено заступником Генерального директора КБ «ЛУЧ» з розвитку.

### Закупівля техніки для армії за завищеними цінами
У березні 2018 року видання НВ опублікувало розслідування, в якому доводилася причетність МО України до закупівель за завищеними цінами старих БМП-1 (випуску 1966—1983) у польської фірми Wtorplast, яка отримувала цю техніку в Чехії. У схемі брали участь Сергій Пашинський і перший заступник секретаря РНБОУ Олег Гладковський. Міністр оборони Степан Полторак заявив, що «інформація не відповідає дійсності, тому що Міноборони закупило бойові машини за $169 тис. Інформація, яку я читав в журналі — там йшлося про 205 000», підтвердивши факт закупівель «Укроборонпромом» техніки через ланцюжок посередників. Він пояснив, що через тиск РФ на партнерів, щоб вони не продавали Україні озброєння та техніку, доводиться домовлятися про поставки через різні формати.
Після опублікування видання передало документи в НАБУ, яке почало розслідування. Згодом журналісти виявили іншу компанію — кіпрську PetraLink Limited, яка в рамках засекреченого оборонного замовлення отримувала техніку по $154 тис. за одиницю у чеської компанії Real Trade, яка є дочірнім підприємством чеської Excalibur Army. БМП-1 з документами проходили як модернізовані за спрощеним варіантом БМП-1АК, але вони не відрізнялися від типових машин, що випускалися в НДР у 1980-ті роки. «Укроборонпром», згідно з документами, купувала техніку на Кіпрі по $176,7 тис. за одиницю. Відділ зовнішніх контрактів «Спецтехноекспорту» (підрозділ «Укроборонпрому»), який і веде операції із закупівлі техніки, очолював Антон Пашинський, син Сергія Пашинського.

### Стрілянина в новорічну ніч 2016—2017
31 грудня 2016 року відбувся конфлікт між Пашинським та жителем Васильківського району Київщини В'ячеславом Хімікусом. За даними слідства, після удару пляшкою по голові, Пашинський вистрілив у Хімікуса з пістолета Glock 19. За словами Пашинського, він застосував зброю для самозахисту. Генпрокуратура закрила кримінальну справу, постановивши, що Пашинський діяв у рамках необхідної оборони. Дії другого учасника подій — Хімікуса — визнані «суспільно небезпечними».
4 жовтня 2019 року слідчі ДБР оголосили Пашинському підозру у заподіянні тяжкого тілесного ушкодження. 7 жовтня Печерський суд оголосив Пашинському запобіжний захід у вигляді взяття від варту на 2 місяці до 4 грудня без можливості внесення завдатку. Адвокат Пашинського Андрій Федур заявив, що Сергієві у в'язниці загрожує небезпека. 18 грудня 2019 року — Київський апеляційний суд змінив попередній запобіжний захід Пашинському у вигляді арешту — екснардепу обрали цілодобовий домашній арешт, 18 лютого було продовжено до 27 березня.
6 липня 2020 року ДБР передало до суду обвинувальний акт стосовно Пашинського, сам Сергій назвав це й акт «фейковим і сфальшованим». 9 березня 2021 року потерпілий В'ячеслав Хімікус відмовився від позовних вимог, пояснивши, що отримав компенсацію до 1,5 млн грн.
18 березня 2021 року цю справу проти Пашинського було закрито, його самого виправдано, йому повернули вилучений пістолет.

### Конфлікт з Тетяною Блистів
В липні 2018 року секретар комітету з питань національної безпеки і оборони Тетяна Блистів подала до ГПУ заяву на Пашинського, який нібито погрожував їй та її родині вбивством. Генпрокурор Юрій Луценко заявив, що справа зареєстрована і передана за підзвітністю до Служби безпеки України.
Попередньо 9 липня 2018 року Головним управлінням Національної поліції у Києві було відкрито кримінальне провадження щодо спроби крадіжки шляхом шахрайства Тетяною Блистів 75 тис. грн у помічника Сергія Пашинського.

### Справа «конфіксованих нафтопродуктів»
12 лютого 2024 року НАБУ та СБУ провели обшук у помешканні Пашинського, йому було оголошено підозру в рамках кримінального провадження, зареєстрованого десять років тому у справі щодо можливого привласнення конфіскованих 2014 року нафтопродуктів (які завіз в Україну Сергій Курченко) і можливого завдання державі майже 1 млрд грн збитків. Пашинський та його бізнес-партнери підозрюювалися в незаконному привласненні та продажі 97 тис. тонн конфіскованих державою нафтопродуктів, які повинні були піти на потреби армії.
21 лютого на засіданні ВАКС прокурор просив призначити заставу розміром 299,9 млн грн.
26 лютого ВАКС обрав Пашинському запобіжний захід у вигляді тримання під вартою до 25.04.2024 із заставою на 272,5 млн грн. 27 лютого Пашинський вийшов з-під варти під заставу.

## Благодійність
2017 року виступив ініціатором створення та засновником «Благодійного фонду Сергія Пашинського» для допомоги учасникам Російсько-української війни та їхнім родинам, допомоги малозабезпеченим та одиноким людям, підтримки дітей та молоді.
Також було задекларовано допомогу школам спортивним інвентарем, допомогу сільським амбулаторіям обладнанням, допомогу дитсадкам, реалізацію екологічних програм. У вересні 2018 року за підтримки фонду в Олевську на Житомирщині встановлено меморіальний комплекс загиблим воїнам-учасникам АТО.
У грудні 2018 року фонд стає співорганізатором акції «Від небайдужої Олевщини», було зібрано та передано продукти харчування та новорічні подарунки для військовослужбовців у зоні ООС та дітей із прифронтової зони.
5 квітня 2018 року в Олевському районі Житомирської області волонтери фонду висадили гектар лісу.
З 2008 року фонд підтримує Овруцьку районну Малу академію народних мистецтв та ремесел, організовано низку виставок робіт вихованців академії. За підтримки фонду, з 2 березня по 10 квітня 2019 року в заповіднику «Софія Київська» проходила виставка «Нащадки древлян».

## Сім'я
Одружений, має двох синів.
Син Антон Пашинський — випускник Київського національного економічного університету імені Вадима Гетьмана, магістр міжнародної економіки, доброволець Національної гвардії України. Керівник департаменту Спецтехноекспорту держконцерну «Укроборонпром».